# Pilhac
Pilhac (en francès Pillac) és un municipi francès situat al departament del Charente i a la regió de la Nova Aquitània. L'any 2007 tenia 256 habitants.

## Demografia

### Població
El 2007 la població de fet de Pillac era de 256 persones. Hi havia 120 famílies de les quals 40 eren unipersonals (20 homes vivint sols i 20 dones vivint soles), 48 parelles sense fills, 24 parelles amb fills i 8 famílies monoparentals amb fills.
La població ha evolucionat segons el següent gràfic:
Habitants censats

### Habitatges
El 2007 hi havia 195 habitatges, 124 eren l'habitatge principal de la família, 52 eren segones residències i 19 estaven desocupats. 193 eren cases i 2 eren apartaments. Dels 124 habitatges principals, 105 estaven ocupats pels seus propietaris, 15 estaven llogats i ocupats pels llogaters i 4 estaven cedits a títol gratuït; 1 tenia una cambra, 6 en tenien dues, 16 en tenien tres, 37 en tenien quatre i 64 en tenien cinc o més. 111 habitatges disposaven pel capbaix d'una plaça de pàrquing. A 57 habitatges hi havia un automòbil i a 49 n'hi havia dos o més.

### Piràmide de població
La piràmide de població per edats i sexe el 2009 era:
| Homes | Edats   | Dones |
| ----- | ------- | ----- |
| 0     | 95 o +  | 0     |
| 0     | 90 a 94 | 4     |
| 12    | 85 a 89 | 8     |
| 0     | 80 a 84 | 4     |
| 12    | 75 a 79 | 0     |
| 12    | 70 a 74 | 12    |
| 4     | 65 a 69 | 12    |
| 8     | 60 a 64 | 4     |
| 0     | 55 a 59 | 4     |
| 12    | 50 a 54 | 4     |
| 12    | 45 a 49 | 8     |
| 8     | 40 a 44 | 4     |
| 12    | 35 a 39 | 8     |
| 20    | 30 a 34 | 12    |
| 0     | 25 a 29 | 8     |
| 0     | 20 a 24 | 0     |
| 4     | 15 a 19 | 0     |
| 4     | 10 a 14 | 8     |
| 16    | 5 a 9   | 4     |
| 4     | 0 a 4   | 16    |

## Economia
El 2007 la població en edat de treballar era de 144 persones, 106 eren actives i 38 eren inactives. De les 106 persones actives 98 estaven ocupades (56 homes i 42 dones) i 8 estaven aturades (3 homes i 5 dones). De les 38 persones inactives 21 estaven jubilades, 6 estaven estudiant i 11 estaven classificades com a «altres inactius».

### Ingressos
El 2009 a Pillac hi havia 117 unitats fiscals que integraven 250 persones, la mediana anual d'ingressos fiscals per persona era de 13.579 €.

### Activitats econòmiques
Dels 12 establiments que hi havia el 2007, 1 era d'una empresa de fabricació d'altres productes industrials, 4 d'empreses de construcció, 1 d'una empresa de comerç i reparació d'automòbils, 1 d'una empresa d'hostatgeria i restauració, 2 d'empreses immobiliàries, 2 d'empreses de serveis i 1 d'una empresa classificada com a «altres activitats de serveis».
Dels 4 establiments de servei als particulars que hi havia el 2009, 1 era un paleta, 2 fusteries i 1 perruqueria.
L'any 2000 a Pillac hi havia 27 explotacions agrícoles que ocupaven un total de 1.716 hectàrees.

## Equipaments sanitaris i escolars
El 2009 hi havia una escola elemental integrada dins d'un grup escolar amb les comunes properes formant una escola dispersa.

## Poblacions més properes
El següent diagrama mostra les poblacions més properes.